# Hervormde Kerk in Suriname

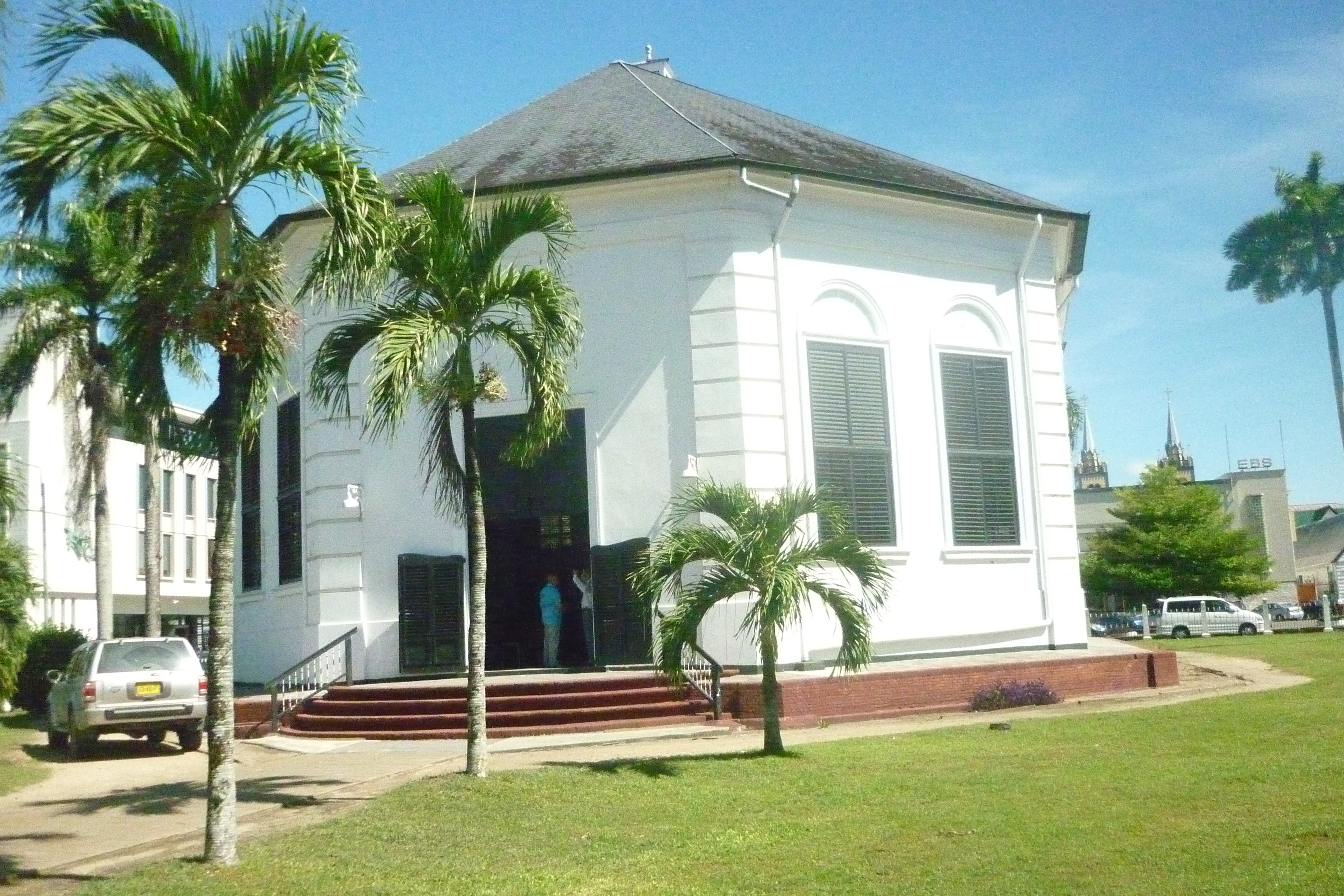
Centrumkerk in Paramaribo

De Hervormde Kerk in Suriname is een gemeente van de Nederlands Hervormde Kerk in Suriname. Dit kerkgenootschap is van oudsher sterk aan de koloniale staat gelieerd geweest, tot de onafhankelijkheid van Suriname in 1975.  
In verschillende regio's van Suriname zijn sinds 1668 zg. 'Nederduits Gereformeerde' en 'Evangelisch-Lutherse' gemeenten opgericht -en gesloten. Thans en in onderstaand artikel spreken we 'Hervormde' gemeente of kerk als zijnde een voortzetting van de Nederduits gereformeerde kerk.  

## Geschiedenis
Op 1 mei 1668 kwam dominee Johan Basseliers in Suriname aan. Hij bevond zich aan boord van de vloot van Abraham Crijnssen die voor de tweede keer Suriname veroverde. Basseliers werd gesteund door gouverneur Van Sommelsdijk en mocht kerkdiensten houden op de bovenverdieping van het gebouw dat bestemd was voor de vergaderingen van de Raad van Politie. Dit gebouw stond op dezelfde plek als de huidige Centrumkerk op het Kerkplein. De predikant moest het soms tijdenlang zonder traktement stellen en begon daarom zelf twee plantages. Ooit schreef hij wanhopig naar het vaderland: Bid voor mij, hier als een eensame musch op het dack. Vanaf 1684 werd een kerkboek ingesteld waarin alle gedoopten, huwelijken en sterfgevallen zouden worden bijgehouden. Dominee Basseliers overleed in 1689. 
In 1747 werd door de Hervormde gemeente de eerste volwassen slaaf gedoopt. Echter een Surinamisering van de Hervormde kerk is sindsdien niet of nauwelijks tot stand gebracht; zij bleef een witte kerk. Pas vanaf 1958 werden af en toe liederen in het Sranantongo gezongen, hoewel daar (nog steeds) gemeenteleden op tegen waren. 
Na de onafhankelijkheid van Suriname in 1975 en de revolutie van Bouterse raakt de klad in de kerk. De laatste Nederlandse predikant, dr. A. van den Doel, vlucht kort na de Decembermoorden van 1982 naar Aruba. Veel kerkleden wijken uit naar Nederland. Door de hierop volgende devaluatie van de Surinaamse gulden is het voor Nederlandse predikanten, ook na het herstel van de democratie, niet meer te doen om in Suriname rond te komen van een overheidstraktement. Want Suriname kent nog steeds de 'zilveren koorde', een financiële band tussen kerk en overheid. 
De Hervormde Kerk in Suriname heeft verschillende zaken tot stand gebracht:
- In 1855 werd het Comité voor Lijkbewassing opgericht. Nu is dat de Stuiversvereniging.
- Bethesda (voor verzorging van melaatsen) werd opgericht in samenwerking met de Evangelische Broedergemeente Suriname en Evangelische Lutherse Gemeente
- Huize Beatrix werd opgericht voor bejaarden (± 1930), later ook Huize Margriet
- medeoprichter van het Diakonessenhuis
- medeoprichter van het Comité Christelijke Kerken.
- Dominee Paap was medeoprichter van de Nationale Partij Suriname.

De Hervormde Kerk van Suriname telde in 2012  4.018 gelovigen, waarvoor meerdere kerkgebouwen ter beschikking staan.

## Regio's
Paramaribo
De gemeente beschikt in de stad over drie wijkkerken: de Centrumkerk, de Bethlehemkerk (deze wijkkerk bevindt zich in de Franchepanestraat en werkt samen met de Lutherse Kerk) en de Morgensterkerk (deze wijkkerk bevindt zich in Kwatta).
Commewijne en Cottica
Er werden ook Hervormde gemeenten gesticht in het bovengebied van Commewijne (1688) en de Cottica (1691), beide met eigen predikanten en kerkgebouwen. Die sloten in resp. 17757 en 1797 omdat de plantages in die regio's ook sloten.
Groningen
Nieuwe Nederlandse kolonisten (Boeroes) hebben in Groningen een Hervormde gemeente gesticht die bestaan heeft van 1845 tot 1853.
Nickerie
De gemeente in Nickerie dateert uit 1823. Daar was een eigen predikant en bestuur. Sinds 1922 worden de diensten afgewisseld en verzorgd door Hervormden of Lutheranen.